# Abies shensiensis
Abies shensiensis là một loài thực vật hạt trần trong họ Pinaceae. Loài này được Tiegh. mô tả khoa học đầu tiên..